# Lago Filo-hua-hum
Lago Filo-hua-hum är en sjö i Argentina.   Den ligger i provinsen Neuquén, i den sydvästra delen av landet, 1 300 km sydväst om huvudstaden Buenos Aires. Lago Filo-hua-hum ligger 890 meter över havet. Arean är 3,8 kvadratkilometer. Den sträcker sig 1,9 kilometer i nord-sydlig riktning, och 4,0 kilometer i öst-västlig riktning.
Trakten runt Lago Filo-hua-hum består i huvudsak av gräsmarker. Runt Lago Filo-hua-hum är det mycket glesbefolkat, med 6 invånare per kvadratkilometer.